# 向化镇
向化镇，是中华人民共和国上海市崇明区下辖的一个乡镇级行政单位。面积53.78平方公里。户籍人口3.24万人（2008年）。

## 行政区划
向化镇下辖以下居委会及村委会：
向宏社区、六滧村、花仓村、南江村、春光村、阜康村、向化村、齐南村、北港村、卫星村、米新村和渔业村。